# Плодовий (Челябінська область)
Плодовий (рос. Плодовый) — селище у Троїцькому районі Челябінської області Російської Федерації.
Входить до складу муніципального утворення Клястицьке сільське поселення. Населення становить 506 осіб (2010). Населений пункт розташований на землях українського культурного та етнічного краю Сірий Клин.

## Історія
Від 20 лютого 1924 року належить до Троїцького району Челябінської області.
Згідно із законом від 28 жовтня 2004 року органом місцевого самоврядування є Клястицьке сільське поселення.

## Населення
| 2002 | 2010 |
| ---- | ---- |
| 452  | ↗506 |